# Julio Gómez de la Serna
Julio Gómez de la Serna Puig (1895-Madrid, 28 de marzo de 1983) fue un prolífico traductor, editor, escritor y abogado español.

## Biografía
Hijo de Javier Gómez de la Serna y Laguna —abogado adscrito al partido liberal y funcionario del Ministerio de Ultramar— y de Josefa Puig Coronado, que entroncaba por línea directa con la escritora Carolina Coronado, su tía, fue hermano menor del escritor Ramón Gómez de la Serna. Tras el cierre del Ministerio de Ultramar a raíz del desastre de 1898, el padre fue destinado como registrador de la propiedad a Frechilla (pueblo de la provincia de Palencia) lo que obliga a la familia a trasladarse. Al ser elegido diputado, la familia retorna a Madrid.
Se casó con Julia Segovia y Barinaga con quien tuvo cinco hijos: María Dolores, Jaime, Oscar, Susana y María Leticia.
Durante la Dictadura de Primo de Rivera forma parte de Ediciones Oriente, editorial creada con la idea de difundir libros revolucionarios mientras durase su capital. Sin embargo la editorial tuvo éxito logrando buenas ventas, y precisamente eso significó su ocaso, pues al comprobar varios de sus miembros que existía un mercado para esos libros, se separaron creando sus propias editoriales, lo que en sí fue otro éxito del propósito de la editorial, pues darían acceso al mercado español a algunos de los autores y corrientes literarias más importantes del siglo.
Julio es nombrado director literario al cesar Juan Andrade. En el verano de 1929 forma con José Lorenzo y César Arconada la Editorial Ulises con un escaso capital de cuatro mil duros, que apuesta por la narrativa europea contemporánea y la narrativa vanguardista española. En ella tiene un papel decisivo en mantener el catálogo abierto a los cambios en la literatura.
Prologa la célebre obra de su hermano Ramón Gómez de la Serna El dueño del átomo (1928), donde mucho antes de su creación se especula con los peligros de la bomba atómica y la energía nuclear.
Pensaba publicar un ensayo autobiográfico con resonancias filosóficas de su padre. Desgraciadamente el manuscrito original fue incautado por una patrulla de milicianos durante la Guerra Civil Española y al recuperarlo le faltaban más de la mitad de las páginas, lo que hizo inviable su publicación.
Una vez finalizada la contienda, prosigue con su labor de traductor. Muchas de sus traducciones siguen hoy presentes en los catálogos de las editoriales (en 2014 hay 233 entradas de sus traducciones en el buscador de la agencia del ISBN de España). En 1961 ganó el Premio de traducción Fray Luis de León por su traducción de Memorias de guerra, de Charles de Gaulle.
Le fue concedida por Francia la Legión de Honor con grado de Caballero.

## Traducciones
Tradujo del portugués, del inglés y del francés, entre otras, las siguientes obras y autores:
- Gabriele D'Annunzio
  - Obras completas

- Maurice Barrès
  - La colina inspirada

- Charlie Chaplin
  - Mi autobiografía
  - Chaplin

- Paul-Eugène Charbonneau
  - Noviazgo y felicidad
  - Sentido cristiano del matrimonio

- François-René de Chateaubriand
  - Atala
  - René

- Jean Cocteau
  - Opio (Diario de una desintoxicación)

- Ghislain de Diesbach
  - Los secretos del Gotha

- Charles de Gaulle
  - Memorias de guerra

- André Gide
  - Los monederos falsos
  - Defensa de la cultura
  - Corydon

- Louis Guittard
  - La evolución religiosa de los adolescentes

- Lawrence J. Friedman
  - Usos y abusos del psicoanálisis

- Constantin Virgil Gheorghiu
  - La espía

- Anne Golon
  - El beso del rey
  - Angélica y el rey
  - La indomable Angélica

- Remy de Gourmont
  - Una noche en el Luxemburgo

- Heinrich Hoffmann
  - Yo fui amigo de Hitler

- Jean Lacroix
  - El ateísmo moderno

- Conde de Lautréamont
  - Los cantos de Maldoror

- Jaques Leclercq
  - Matrimonio natural y matrimonio cristiano

- Pierre Mac Orlan
  - El canto de la tripulación

- Curzio Malaparte
  - Técnica del golpe de estado

- Margaret Mitchell
  - Lo que el viento se llevó

- Molière Obras completas
  - Tartufo
  - El avaro
  - Don Juan
  - Las preciosas ridículas
  - El médico a palos
  - El atolondrado o los contratiempos
  - Los enredos de Scapin

- Paul Morand
  - Nueva York
  - El flagelante de Sevilla

- Gérard de Nerval
  - Al dictado de la locura

- Michel Peyramaure
  - Las cenicientas de Mónaco

- Edgar Allan Poe
  - Varios relatos
  - Retrato de Arthur Gordon Pym (también llamado Aventuras de A. Gordon Pym)
  - El hundimiento de la casa de Usher
  - El escarabajo de oro
  - El gato negro
  - La carta robada
  - Una historia de las montañas Ragged
  - Berenice
  - Eleonora
  - La quinta de Landor
  - Ligeia
  - Morella
  - Breve charla con una momia

- Marcel Proust
  - En busca del tiempo perdido

- Eça de Queirós Obras completas
  - Rarezas de una muchacha rubia
  - El mandarín
  - El crimen del Padre Amaro
  - En el molino
  - La ciudad y las sierras

- Bertrand Russell
  - Historia de la Filosofía Occidental

- Michel de Saint Pierre
  - El I y II drama de los Romanoff

- Henri Sanson
  - Espiritualidad de la vida activa

- Georges Simenon
  - El asesino
  - El atestado del gendarme
  - El burgomaestre de Furnes
  - El hijo
  - El hombre de Londres
  - El negro
  - El presidente
  - La granja "El Rompeolas"
  - La viuda Couderc
  - Las gentes de enfrente
  - Los hermanos Rico
  - Los suicidas
  - Maigret tiende un lazo
  - Maigret viaja
  - Un forastero llega a la ciudad
  - Una confidencia de Maigret
  - Una vida nueva

- Nicolas N. Sukhanof
  - La revolución rusa

- Magda Szabó
  - Resentimiento

- Henri Troyat
  - La torda
  - La tierna y violenta Isabel
  - El encuentro
  - Amelia

- André Villeboeuf
  - Serenatas sin guitarra

- Edgar Wallace
  - La puerta de las siete cerraduras

- H. G. Wells
  - El hombre invisible
  - La isla del doctor Moreau
  - El nuevo acelerador

- Oscar Wilde Obras completas
  - El retrato de Dorian Gray
  - El abanico de Lady Windermere
  - El amigo fiel
  - El cumpleaños de la Infanta
  - Ego te absolvo
  - El famoso cohete
  - El gigante egoísta
  - La importancia de ser formal
  - Un marido ideal
  - Una mujer sin importancia
  - Old Bishop's
  - Poemas en prosa
  - El príncipe feliz
  - El ruiseñor y la rosa

- Lawrence Wright
  - Caliente y confortable: historia de la cama
  - Pulcro y decente: la interesante y divertida historia del cuarto de baño y del W. C.

- Émile Zola
  - París